# Halgania argyrophylla
Halgania argyrophylla är en strävbladig växtart som beskrevs av Friedrich Ludwig Diels. Halgania argyrophylla ingår i släktet Halgania och familjen strävbladiga växter. Inga underarter finns listade i Catalogue of Life.